# Alberto Garzón

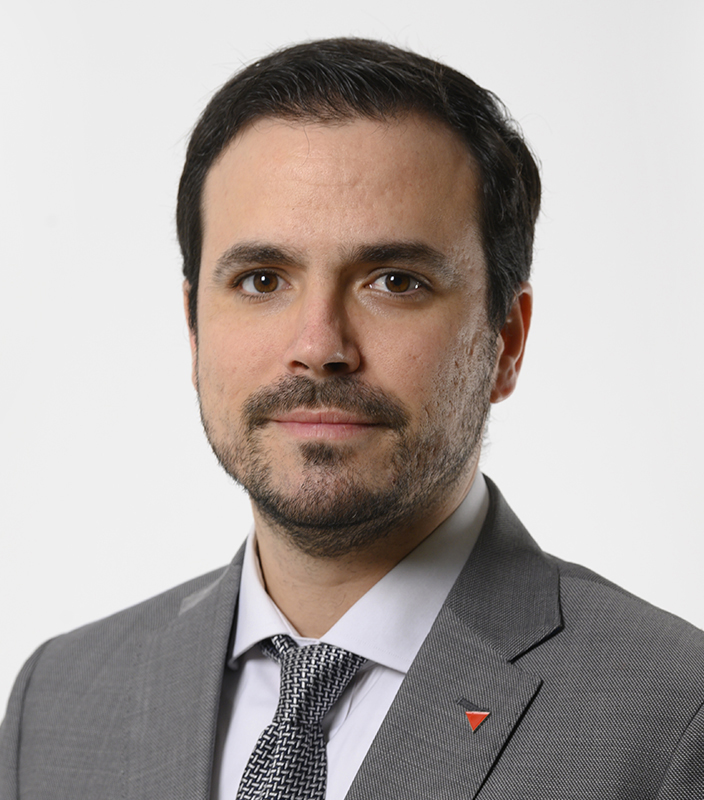
Alberto Garzón

Alberto Carlos Garzón Espinosa (* 9. Oktober 1985 in Logroño) ist ein spanischer Wirtschaftswissenschaftler, Politiker. Er war Minister für Verbraucherschutz zwischen Januar 2020 und November 2023. Von 2011 bis 2023 war er Abgeordneter des Congreso de los Diputados für die PCE, Izquierda Unida und Unidas Podemos. 2016 wurde er zum Bundeskoordinator von Izquierda Unida gewählt. 2023 zog er sich aus der Politik zurück.

## Biografie

### Familiäre Ursprünge und Kindheit
Er ist der Sohn von Alberto Garzón Blanco, Professor für Geographie und Geschichte aus Málaga, und Isabel Espinosa Casares, einer Apothekerin aus La Rioja. Seine ersten Lebensjahre verbrachte er in Logroño, wo er geboren wurde, bis er im Alter von drei Jahren mit der Familie in die andalusische Stadt Marchena zog, wo sein Vater eine Lehrerstelle erhalten hatte. 1994 zog die Familie nach Rincón de la Victoria. Er besuchte die Grundschule Colegio Manuel Laza Palacios und die Oberschule Ben Al Jatib, wo sein Vater unterrichtete.

### Universitätsausbildung
Alberto Garzón schrieb sich zunächst in Betriebswirtschaftslehre und Management an der Fakultät für Wirtschafts- und Betriebswissenschaften der Universität Málaga ein, wechselte aber im folgenden Jahr zu Wirtschaftswissenschaften. Im Alter von 18 Jahren trat er der Izquierda Unida Los Verdes-Convocatoria por Andalucía bei.
2004 beteiligte er sich an der Gründung der Estudiantes por una Economía Crítica, einer Vereinigung, deren Präsident er bis 2008 war und die sich an die Jahre zuvor in Frankreich entstandene Post-Autismus-Bewegung anlehnte. Der Zweck dieser Vereinigung prangerte das „intellektuelle Vakuum, das im Wirtschaftsunterricht vorherrscht“. Sie beteiligte sich an sozialen Bewegungen wie dem Foro Social Otra Málaga im Jahr 2004. Dieser Vereinigung ging zunächst in „Estudiantes de Izquierdas“ auf und gehörte später zur Plattform von „Estudiantes Críticos“, einem Zusammenschluss verschiedener fortschrittlicher Gruppen.
Bei den Kommunalwahlen 2007 in Rincón de la Victoria kandidierte er als Nummer 5 der IU-Liste.
Garzón studierte später an der Fakultät für Wirtschafts- und Betriebswissenschaften der Complutense-Universität Madrid und erlangte einen Master-Abschluss in Internationaler Wirtschaft und Entwicklung. An seinem Fachbereich hatte auch José Luis Sampedro unterrichtet und diesen geprägt. Dieser Prägung fühlte sich Garzón verpflichtet.

### Abgeordneter im Kongress (2011–2023)

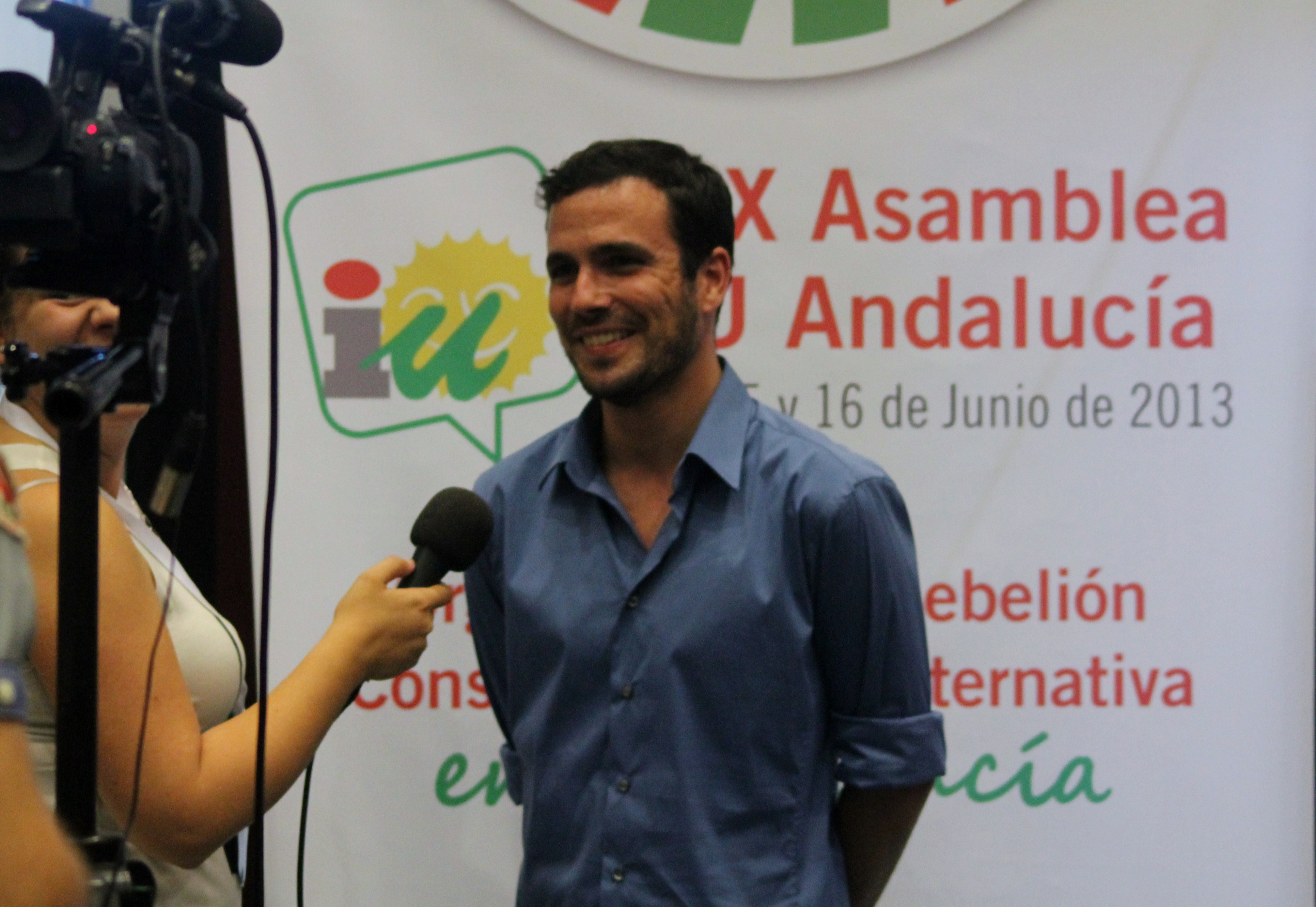
Alberto Garzón, 2013

Am 2011 wurde er als Spitzenkandidat von Izquierda Unida für Málaga bei den Parlamentswahlen 2011 ins Parlament gewählt. Seine Kandidatur wurde im Wahlkampf von Kulturschaffenden wie Juan Diego Botto, Carlos Bardem und Antonio de la Torre Martín unterstützt. Er war der jüngste Kongressabgeordnete in dieser Legislaturperiode.
Seine aktive Teilnahme an der 15-M-Bewegung führte dazu, dass er als Sprecher der 15-M im Kongress galt. Im Januar 2013 wurde er zum Mitglied der Bundesexekutivkommission der Vereinigten Linken gewählt, dem höchsten Gremium in der Formation, und übernahm die Verantwortung für den Bereich „Globale politische Ökonomie“.
Am 29. November 2011 verzichtete Garzón auf die private Zusatzrente, die jedem Mitglied des Kongresses gewährt wird. 2013 veröffentlichte er im Kongress seine offizielle Gehaltsabrechnung und ergänzte aus Gründen der Transparenz und Ethik weitere Informationen zu seinem Einkommen und Vermögen, wie er auf seiner Website erklärte.
Am 21. Februar 2015 wurde er mit 75,8 % der Stimmen des Bundesrates zum Spitzenkandidaten von IU für die spanische Parlamentswahlen 2016 gewählt,
Im Mai 2016 gab Garzón eine Vereinbarung mit Pablo Iglesias (Podemos) bekannt, wonach Izquierda Unida und Podemos gemeinsam unter dem Namen Unidos Podemos bei den Parlamentswahlen antreten würden. Garzón belegte den fünften Listenplatz im Wahlkreis Madrid und wurde bei den Wahlen im Juni 2016 erneut zum Abgeordneten gewählt. 

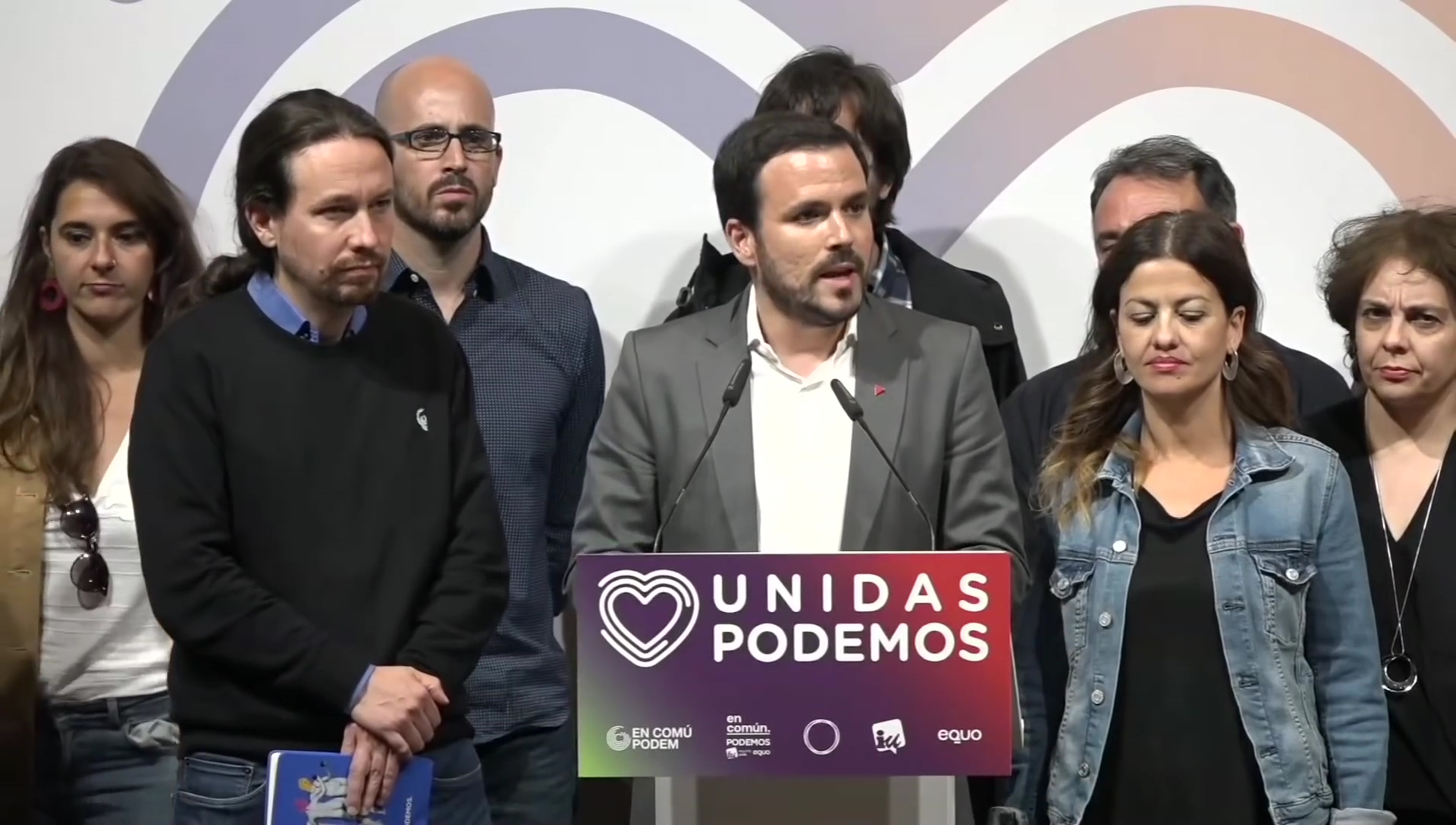
Analyse der Wahlergebnisse mit Pablo Iglesias u. a. April 2019

In der XII. Legislaturperiode war seine Oppositionsarbeit häufig mit der Kritik an Korruptionsfällen verbunden, die Funktionäre der Volkspartei betrafen. Im Jahr 2019 war er sowohl bei den Parlamentswahlen im April als auch im November Spitzenkandidat der Unidas Podemos-Liste für den Wahlkreis Málaga und wurde bei beiden Gelegenheiten gewählt. Für die Parlamentswahlen 2023 kandidierte er nicht mehr.

### Minister für Verbraucherschutz (2020–2023)

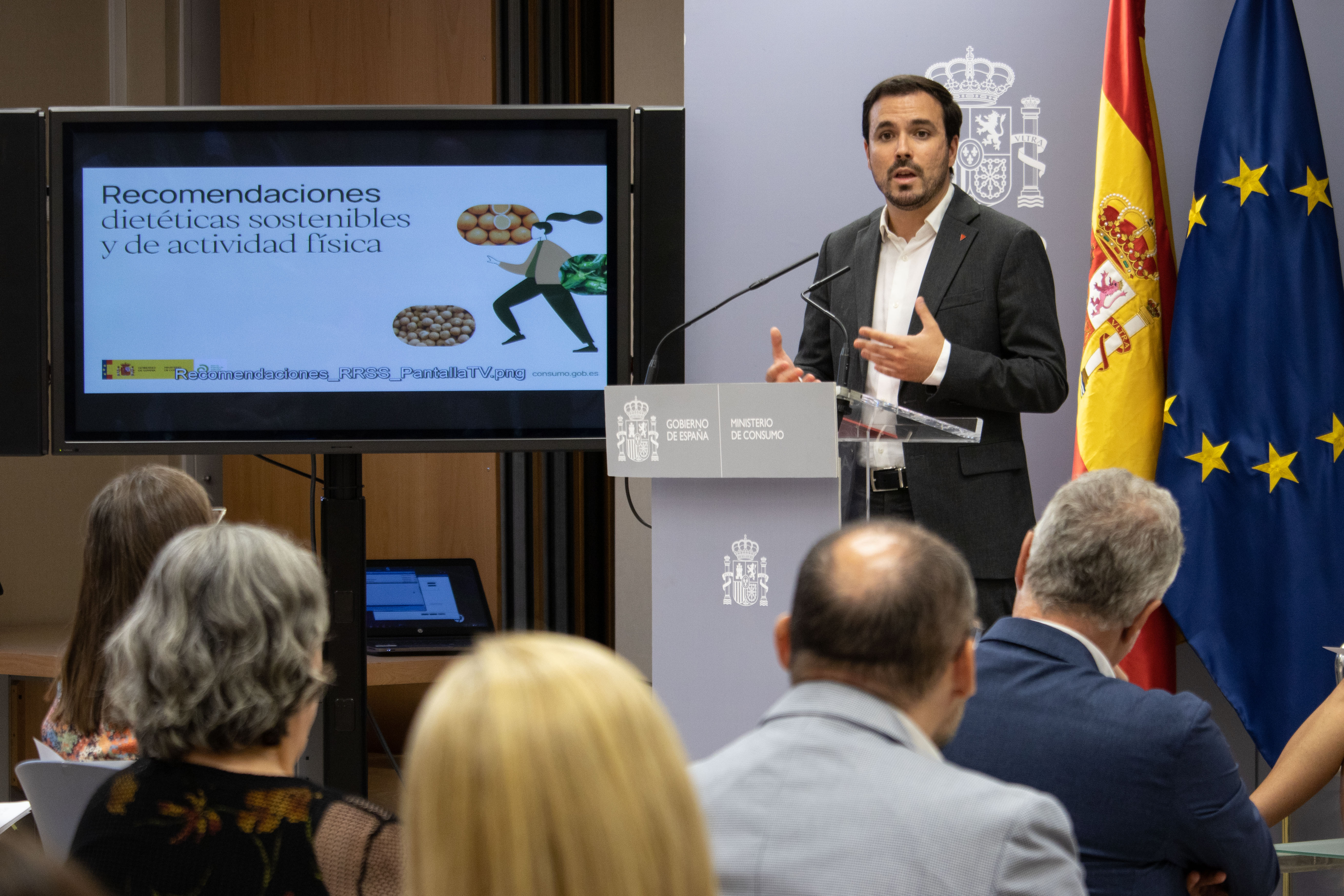
Minister Alberto Garzón, 2022

Nach den Parlamentswahlen im November 2019 wurde in Spanien eine Koalitionsregierung zwischen der PSOE und Unidas Podemos unter dem Vorsitz des Sozialisten Pedro Sánchez gebildet. Garzón wurde am 13. Januar 2020 Verbraucherminister.
In einem Presseinterview im Dezember 2021 kritisierte er die riesigen Agrarfabriken und den übermäßigen Fleischkonsum in Spanien und machte sie für den Druck, den sie auf die Umwelt erzeugen, und die Misshandlung von Tieren verantwortlich. Diese Analysen lösten eine hitzige Debatte im Land aus, da die Spanier die größten Fleischkonsumenten in Europa sind und durchschnittlich zwei- bis fünfmal so viel Fleisch pro Woche essen, wie von der spanischen Lebensmittelbehörde empfohlen. Der Agrar- und Lebensmittelsektor und rechte und rechtsextreme Parteien forderten seinen Rücktritt. Auf der anderen Seite wurde er von Kinderärzten, Ärzten, Ernährungswissenschaftlern und Umweltorganisationen unterstützt. Konkrete Empfehlungen brachte die spanische Agentur für Lebensmittelsicherheit und Ernährung (AESAN), die dem Ministerium untersteht, im Sommer 2022 heraus. Ein weiteres Thema seiner Politik ist der Kampf gegen Glücksspiele.
Im Mai 2022 geht das Ministerium gegen geschlechtsspezifische Werbung für Spielzeug vor, um eine emanzipatorische Erziehung zu unterstützen. Ein anderer wichtiger Schwerpunkt liegt bei der Sensibilisierung der Bevölkerung für klimaneutrales Handeln.

## Politische Weltanschauung
Alberto Garzón war in seiner Jugend Mitglied des Jugendverbandes der Kommunisten Spaniens und wurde später Mitglied der Kommunistischen Partei Spaniens. Garzón wurde jedoch oft vorgeworfen, ein Sozialdemokrat zu sein, weil er bei zahlreichen Gelegenheiten reformistische Maßnahmen vorschlug, die nicht darauf abzielten, den Kapitalismus zu beenden. Laut eigenen Kritikern mag dies daran liegen, dass er mit zwei führenden Ökonomen der Sozialdemokratie, Vicenç Navarro und Juan Torres López, zusammengearbeitete und mehrere gemeinsame Bücher veröffentlichte. Tatsächlich handelte es sich in seinen wissenschaftlichen Arbeiten um heterodoxe Interpretationen der Krisen, ohne deutlich zu machen, welcher Schule er angehörte. Auf seiner Website versichert er, dass er dem marxistischen und postkeynesianischen Denken verpflichtet sei, mit einem besonderen Hauch von Ökosozialismus. Außerdem führt er unter seinen Referenzen Ökonomen wie Michal Kalecki, Paul Sweezy, Antonio Gramsci und Lenin an.

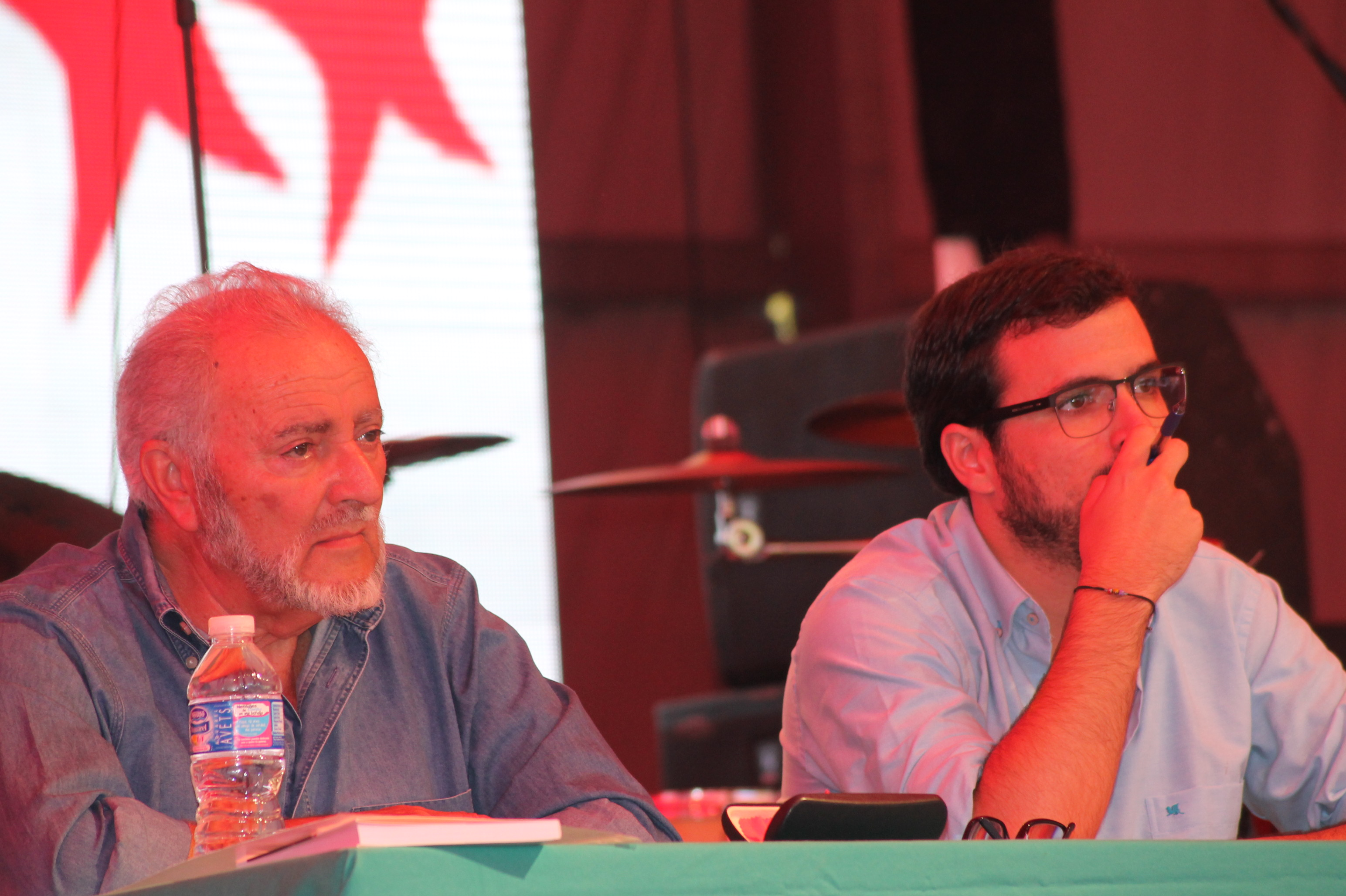
Julio Anguita, Alberto Garzón, 2015

In Interviews nach seiner Wahl zum Abgeordneten kritisierte Garzón die neoliberale Ausrichtung der EZB und hob die Schwierigkeiten für sozialdemokratische Politik hervor:
„Die EZB verfolgt ein ganz bestimmtes Gesellschaftsmodell: Draghi selbst sprach davon, Lohnkosten zu senken, um eine Wettbewerbssituation zu erreichen. Er fügte hinzu, dass unser Land nach seinen komparativen Vorteilen suchen müsse, was bedeutet, dass er uns auf den Weltmarkt schickt, um mit der ganzen Welt zu konkurrieren und zu sehen, wer seine Produkte billiger verkauft. In diesem institutionellen Raum kann die Sozialdemokratie nicht überleben, denn um im Wettbewerb zu bestehen und billiger zu verkaufen als Ihre Konkurrenten, müssen Sie billigere Arbeitskräfte haben und wirtschaftliche Maßnahmen ergreifen, die die Aufrechterhaltung des Wohlfahrtsstaates unmöglich machen. In einem so flexiblen Kapitalismus, so dereguliert und so wettbewerbsfähig, verliert die Sozialdemokratie an Raum.“

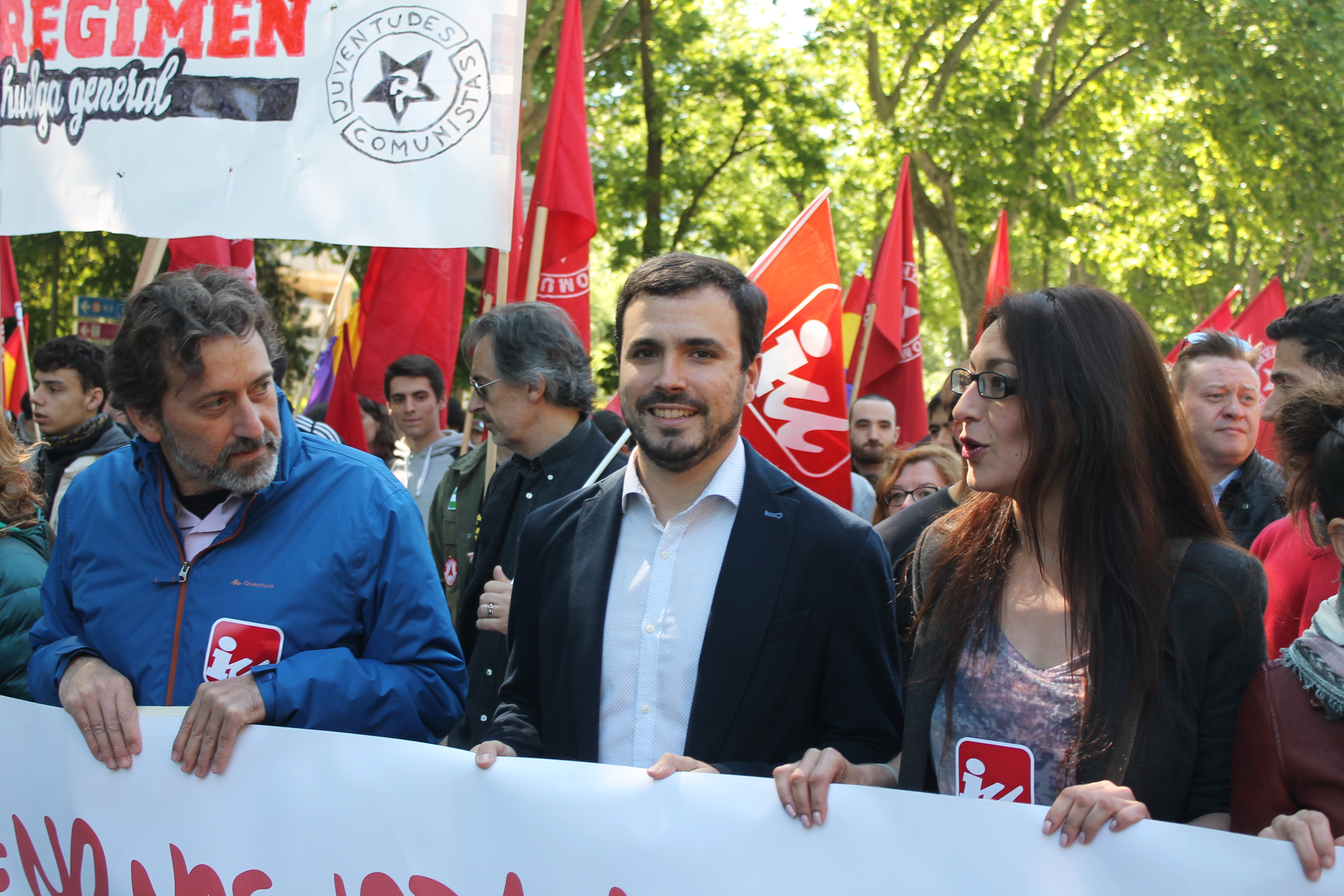
1. Mai 2017

Die Demokratie werde aktuell vom kapitalistischen Wirtschaftssystem beeinträchtigt und müsse zurückgewonnen werden, sonst würden auf unserem Planeten die Lebensgrundlagen zerstört:
„Der Kapitalismus ist mit der Demokratie unvereinbar, weil in diesem Wirtschaftssystem die Stimmen auf der Grundlage des Geldes abgegeben werden, also sind diejenigen, die am meisten haben, diejenigen, die am meisten befehlen. Wenn die Ressourcen nicht von der Gesellschaft verwaltet werden, wenn es sich nicht um demokratisch verwaltete öffentliche Ressourcen handelt, werden die Macht und die Fähigkeit zu entscheiden, was produziert wird und wohin wir gehen, offensichtlich in einem privaten Raum und fern von den Bürgern liegen. Uns muss klar sein, dass große Unternehmen und große strategische Sektoren öffentlich sein müssen, um alles demokratisch entscheiden zu können, und dass es tatsächlich eine Demokratie gibt. Aber vor allem gibt es noch einen weiteren ökologischen Imperativ: Unser Planet kann einem Wettbewerbssystem wie dem aktuellen Produktions- und Konsummodell des Kapitalismus nicht standhalten.“

## Veröffentlichungen

### ...als Mitarbeiter
- 2009 - Juan Torres López und Alberto Garzón: La crisis financiera. Guía para entenderla y explicarla. ATTAC España, studocu.com
- 2009 - Juan Torres López y Alberto Garzón: La crisis de las hipotecas basura. ¿Por qué se cayó todo y no se ha hundido nada? Editorial Sequitur & ATTAC España.

### ...als Autor
- Vicenç Navarro, Juan Torres López y Alberto Garzón: ¿Están en peligro las pensiones públicas?. Editorial Attac España, 2010, ISBN 978-84-9888-234-6
- Vicenç Navarro, Juan Torres López y Alberto Garzón: Hay alternativas. Editorial Sequitur & Attac España, 2011, ISBN 978-84-95363-94-7.[31]
- Alberto Garzón: Esto tiene arreglo. Editorial Destino, 2012, ISBN 978-84-233-2367-8
- Vicenç Navarro, Juan Torres López und Alberto Garzón: Lo que España necesita: Una réplica con propuestas alternativas a la política de recortes del PP. Editorial Deusto, 2012, ISBN 978-84-234-1283-9.
- Alberto Garzón: La gran estafa. Editorial Destino, Barcelona 2013,  ISBN 978-84-233-4419-2
- Alberto Garzón: La tercera república. Editorial Península, Barcelona 2013, ISBN 978-84-9942-298-5[32]
- Alberto Garzón: A pie de escaño. Editorial Península, Barcelona 2015, ISBN 978-84-9942-450-7[33]
- Adoración Guamán, Alberto Garzón, Francisco Trill, Eduardo Garzón Espinosa, Héctor Illueca: El Trabajo Garantizado: Una propuesta necesaria frente al desempleo y la precarización. Editorial Akal, 2015, ISBN 978-84-460-4259-4 -
- Alberto Garzón: Por qué soy comunista. Editorial Península, Barcelona 2017, ISBN 978-84-9942-883-3[34]
- Alberto Garzón: ¿Quién vota a la derecha?. Editorial Península, Barcelona 2019, ISBN 978-84-9942-854-3